# Lutzomyia oppidana
Lutzomyia oppidana är en tvåvingeart som först beskrevs av Dampf A. 1944.  Lutzomyia oppidana ingår i släktet Lutzomyia och familjen fjärilsmyggor. Inga underarter finns listade i Catalogue of Life.